# غده جنسی

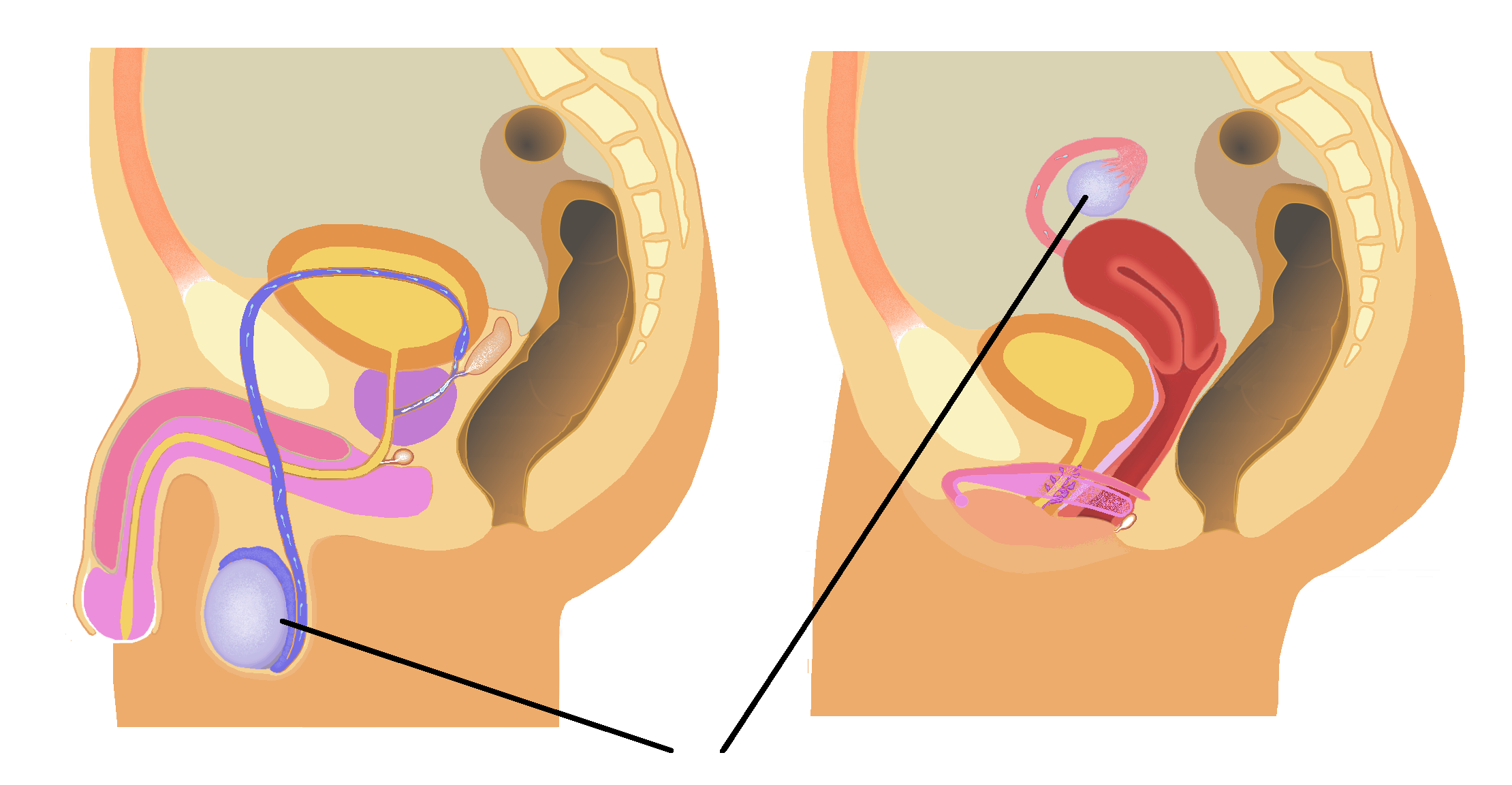
گُناد انسان نر (تستیکول‌ها، چپ) و گناد انسان ماده (اوواری‌ها، راست)

گُناد (به انگلیسی: gonad) یا گُند یا غُدۀ جنسی، اندامی است در جانوران که تولید گامت می‌کند. غده جنسی نرها بیضه‌ها و در ماده‌ها تخمدان‌ها اند که گامت‌های اسپرماتوزوئید در مرد و تخمک در زن تولید می‌کنند. تخمدان‌ها در زنان، هورمون‌های جنسی استروژن و پروژسترون و بیضه‌ها در مردان هورمون تستوسترون را ترشح می‌کند. محصول، گامت‌ها، سلول‌های جنسی هاپلوئید هستند.

## فرگشت
یافتن خاستگاه مشترک برای گنادها سخت است، ولی گنادها به احتمال بسیار چندین بار به طور مستقل و ناوابسته فرگشته اند.